# Edward Larrabee Barnes
Edward Larrabee Barnes (Chicago, 22 de abril de 1915 – 22 de setembro de 2004) foi um arquiteto estadunidense.

## Projetos selecionados
- Citigroup Center, Nova Iorque (colaboração), 1977
- AXA Center, Nova Iorque, 1986